# Piast Gliwice

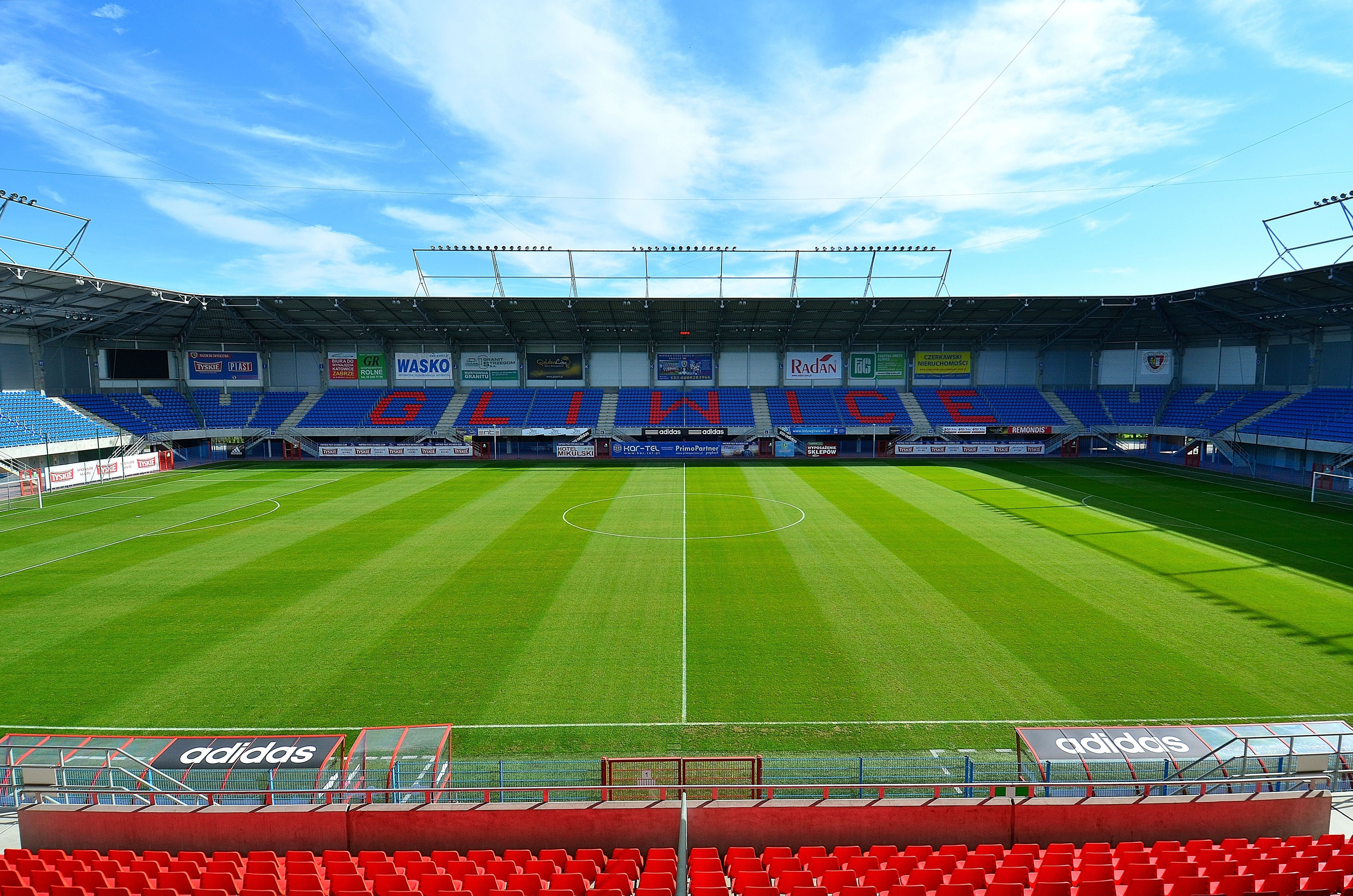
Hemmaarena: Stadion Miejski

Piast Gliwice är en fotbollsklubb i den polska högsta divisionen som har Gliwice som sin hemort. Klubben grundades 1945.

## Meriter (vinster)
- Ekstraklasa: 
  - 1:a plats (1): 2018/19
  - 2:a plats (1): 2015/16
  - 3:e plats (1): 2019/20

- Polska Cupen:
  - Vinnare (0)
  - Finalist (2): 1977/78, 1982/83

## Berömda spelare som spelat/spelar i klubben

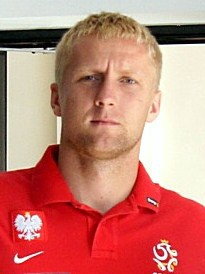
Kamil Glik

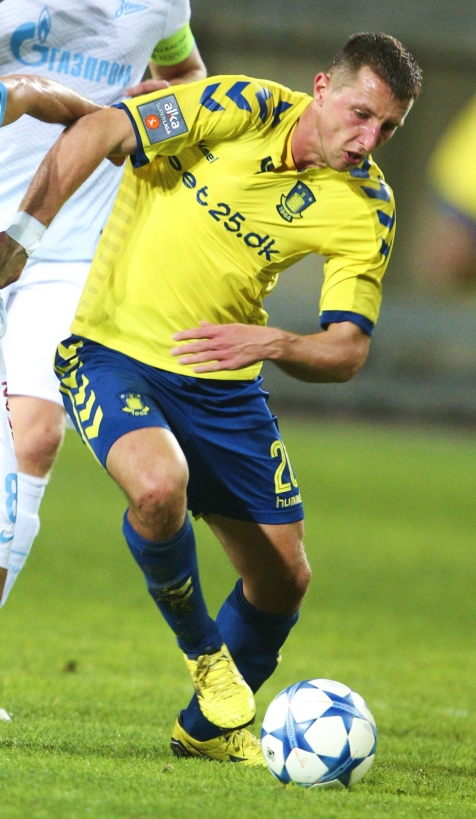
Kamil Wilczek

Se även Kategori:Spelare i Piast Gliwice.
Polen
- Henryk Bałuszyński
- Adam Banaś
- Lucjan Brychczy
- Andrzej Buncol
- Kamil Glik
- Grzegorz Kasprzik
- Jarosław Kaszowski
- Włodzimierz Lubański
- Joachim Marx
- Horst Mnich
- Piotr Petasz
- Franciszek Smuda
- Adrian Sikora
- Jakub Świerczok
- Kamil Wilczek